# El Volado
El Volado är en ort i Mexiko.   Den ligger i kommunen Gómez Palacio och delstaten Durango, i den centrala delen av landet, 800 km nordväst om huvudstaden Mexico City. El Volado ligger 1 167 meter över havet och antalet invånare är 226.
Terrängen runt El Volado är kuperad åt sydväst, men åt nordost är den platt. Runt El Volado är det tätbefolkat, med 308 invånare per kvadratkilometer. Närmaste större samhälle är Poanas, 4,2 km nordost om El Volado. Omgivningarna runt El Volado är i huvudsak ett öppet busklandskap.